# Östra Vrams kyrka
Östra Vrams kyrka är en kyrkobyggnad i Östra Vram. Den tillhör Tollarps församling i Lunds stift.

## Kyrkobyggnaden
Kyrkan byggdes under tidig medeltid i romansk stil. På 1400-talet välvdes den och försågs med torn.
Romanska kalkmålningar har bevarats.

## Inventarier
I kyrkans finns två medeltida altarskåp av ek, ett med en Madonnabild och en med det norska helgonet Sankt Olof med underliggare. Madonnaskåpet har haft flera reliefer i dörrarna, men av dessa finns bara en kvar. Den visar Jesu födelse. Olofsskåpets dörrar är skadade och även där har reliefer försvunnit
Dessutom har kyrkan ett triumfkrucifix från 1400-talet utför av Östra Vram-krucifixets mästare.
Altaruppsatsen dateras till 1630. Även predikstolen och bänkinredningen är från denna tid.

### Orgel
- Tidigare användes ett harmonium i kyrkan.
- Den nuvarande orgeln byggdes 1953 av Olof Hammarberg, Göteborg och är en mekanisk orgel.

| Manual        | Pedal   | Koppel  |
| Gedakt 8'     | Bihängd | Man/Ped |
| Principal 4'  |         |         |
| Rörflöjt 4'   |         |         |
| Kvintadena 2' |         |         |
| Mixtur 2 chor |         |         |

## Bilder

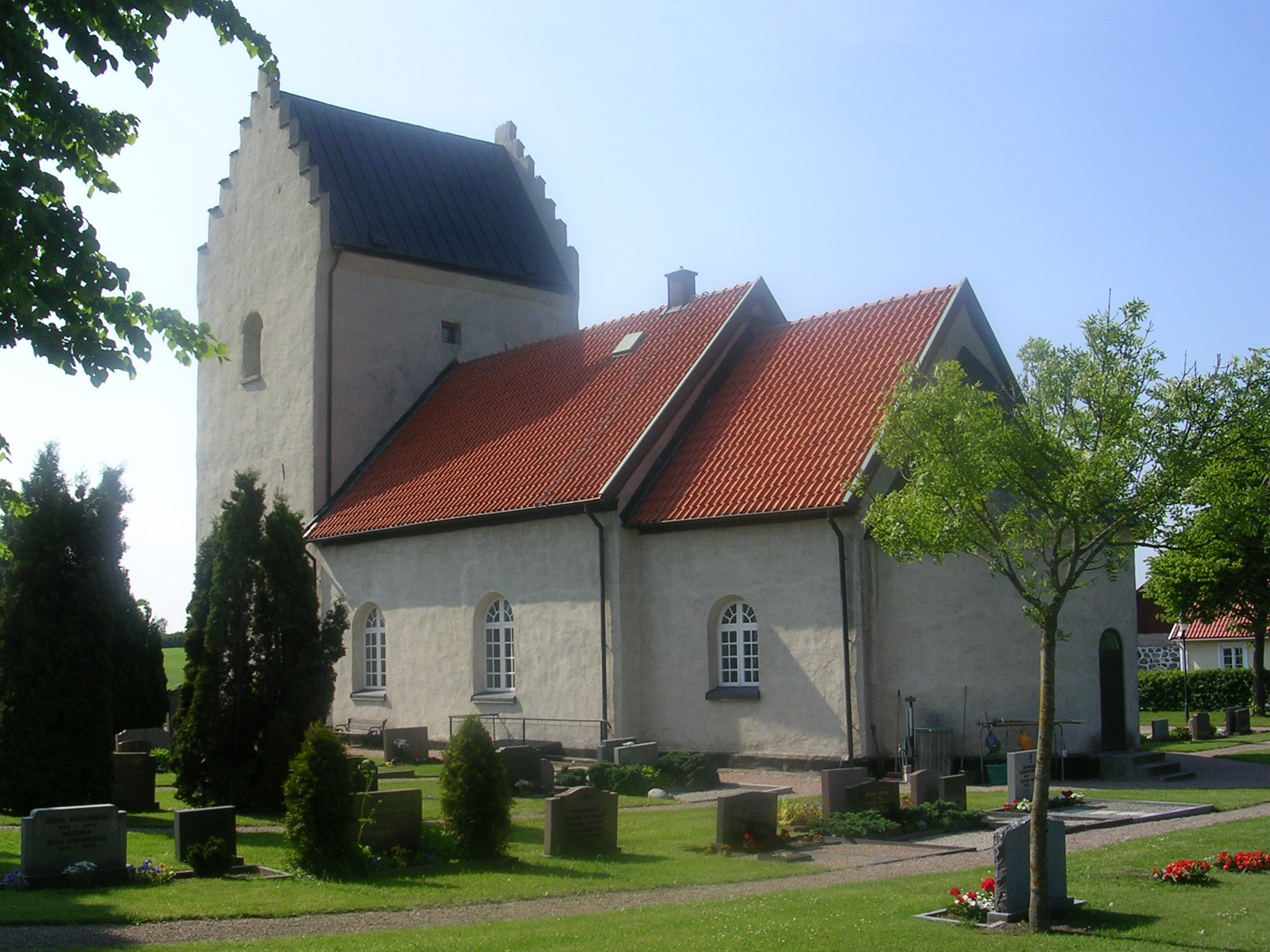
Exteriör från sydöst
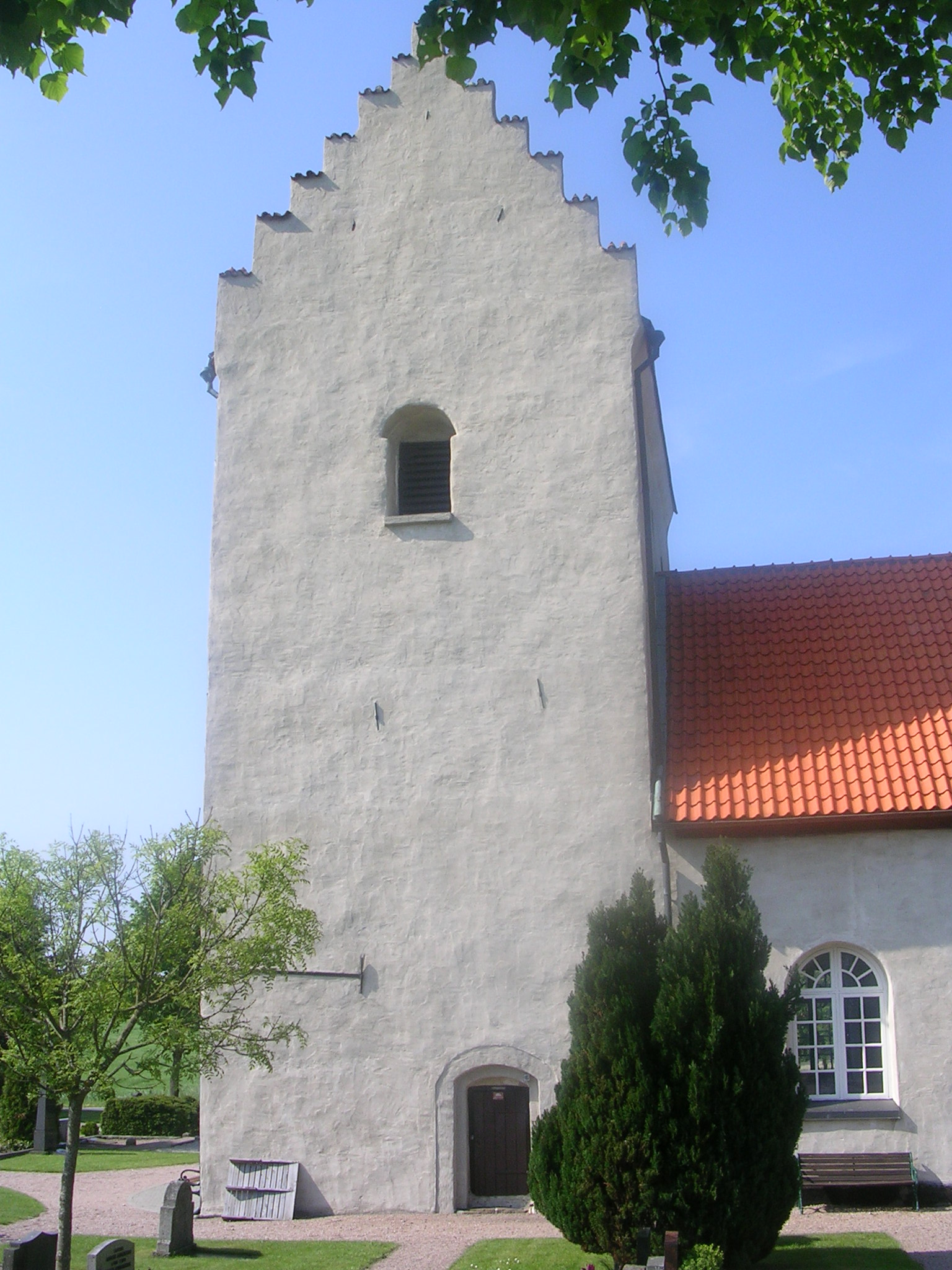
Tornbyggnaden
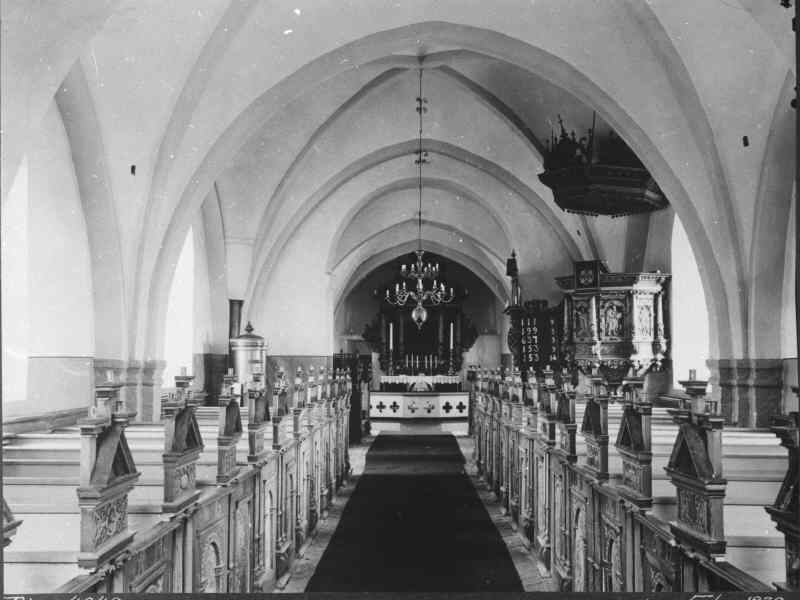
Interiör 1938
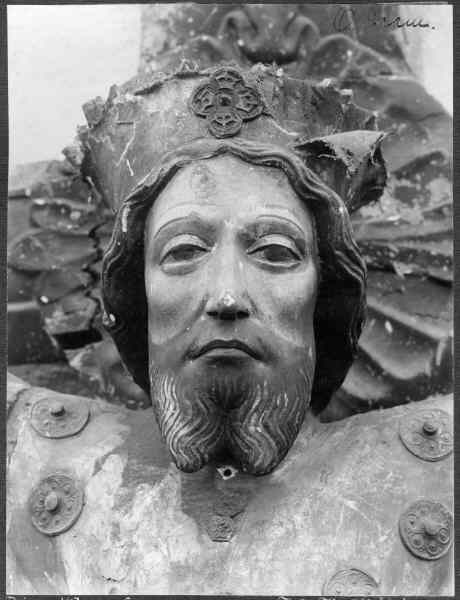
Detalj av triumfkrucifix
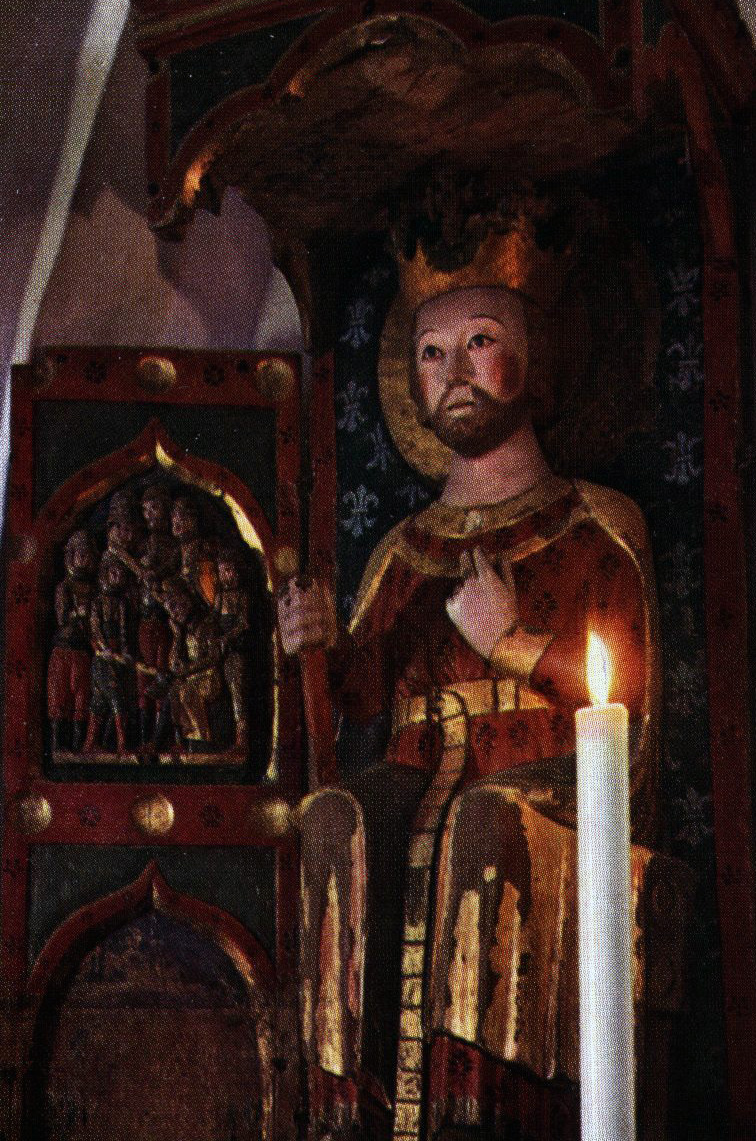
Polykromerad träskulptur: Sankt Olof (1200-talet)